# Часова петля
Часова петля або петля часу — гіпотетична замкнута і повторювана область подій у просторово-часовому континуумі, яка характеризується нерозривністю послідовних (або непослідовних) явищ усередині відокремленої від решти Всесвіту ділянки простору-часу. Позаяк на практиці отримати часову петлю вченим не вдалося (у всякому разі, поки що), всі міркування з даної тематики обмежуються логікою і філософією.

## Суть часових петель
Питання можливості існування часових петель почали розглядати практично з моменту роздумів про машину часу і паралельні світи. Істинність вищевказаного твердження підпорядковується такому принципу: якщо існують подорожі у часі, то існують і паралельні світи, а, отже, можуть існувати часові петлі, і навпаки.

## Типи часових петель

### Фізичні петлі часу
Найвідомішим видом часових петель є фізична петля часу. Її головною характеристикою служить замкнутість ланцюжка подій, який є одночасно початком і кінцем ланцюгової реакції явищ у просторово-часовому континуумі — іншими словами, він чимось нагадує коло, де кожна точка кола є і початком, і кінцем. Фізична петля часу — спостережуване явище тільки з боку стороннього оглядача (спостерігача), хоча в деяких джерелах — в основному, у науковій фантастиці — знаходяться способи і висуваються гіпотези, коли повторюваність петлі часу можна помітити безпосередньо всередині неї.
Зазвичай вважається, що для того, щоб розірвати ланцюг повторюваних подій, досить порушити правило додавання комплексу явищ при яких можливе створення фізичної часової петлі. Наприклад, така лінія — о 12.25 якийсь чоловік потрапляє в ДТП через те, що о 12.00 він вийшов з дому, вчора приїхав автобусом до рідного міста, а позавчора прилетів до країни літаком з Лондона. Гіпотетично, якщо порушити ланцюг подій — перешкодити потрапити на автобус або літак — то часова лінія скривиться. Аналогічний принцип діє і під час попадання в часову петлю, хоча сам спосіб втручання в науці і науковій фантастиці кардинально різниться.

### Свідомі петлі часу
Головною особливістю свідомої петлі часу є обмеженість всього, що відбувається в рамках одного або декількох людських свідомостей. Найчастіше подібний сюжет служить для творів з області фантастики.